# Demansia calodera
Demansia calodera är en ormart som beskrevs av Storr 1978. Demansia calodera ingår i släktet Demansia och familjen giftsnokar och underfamiljen havsormar. Inga underarter finns listade i Catalogue of Life.
Arten har två från varandra skilda populationer, en i nordöstra Western Australia och en vid västra kusten av samma delstat. Den hittas även på några mindre tillhörande öar. Habitatet utgörs av gräsmarker och buskskogar. Demansia calodera jagar små ödlor.
För beståndet är inga hot kända. IUCN listar arten som livskraftig (LC).